# Cissus aralioides
Cissus aralioides là một loài thực vật hai lá mầm trong họ Nho. Loài này được (Welw. ex Baker) Planch. miêu tả khoa học đầu tiên năm 1887.